# Madrid de los Trillos
Madrid de los Trillos es una localidad del municipio de Cidamón en La Rioja (España). Su población en 2001 fue de 0 habitantes.